# Liste der Monuments historiques in Ennordres
Die Liste der Monuments historiques in Ennordres führt die Monuments historiques in der französischen Gemeinde Ennordres auf.

## Liste der Bauwerke
| Bezeichnung      | Beschreibung                  | Standort | Kennzeichnung | Schutzstatus | Datum | Bild           |
| ---------------- | ----------------------------- | -------- | ------------- | ------------ | ----- | -------------- |
| Kirche St-Martin | Erbaut ab dem 13. Jahrhundert | (Lage)   | PA00096793    | Classé       | 1921  | weitere Bilder |

## Liste der Objekte

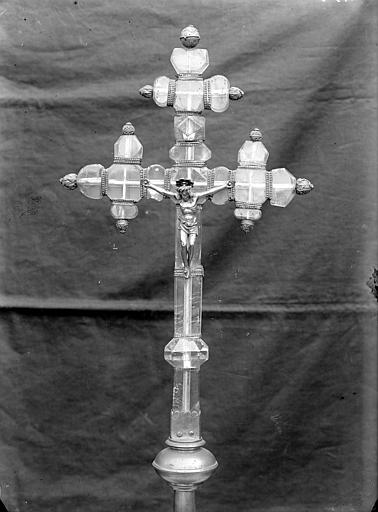
Prozessionskreuz aus dem 16./17. Jahrhundert

- Monuments historiques (Objekte) in Ennordres in der Base Palissy des französischen Kultusministeriums